# Enenkels

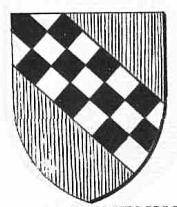
Wappen der Enenkls nach Siebmachers Wappenbuch von 1701 bis 1806

Die Enenkel (auch Enenkl, Enenkhl, Enenchel) sind ein österreichisches Kleinadelsgeschlecht, das sich um die Wende vom 14. zum 15. Jahrhundert mit vermögenden Bürgerfamilien versippte und bedeutsame Familienangehörige hervorbrachte (z. B. Job Hartmann von Enenkel). Im 14. Jahrhundert waren die Enenkels vorwiegend Lehensleute der Schaunberger.

## Geschichte
Otto Ennenkl wird 1049 in einem Schenkungsbrief für das Kloster Niederaltaich unter den Zeugen genannt. In einer Salzburger Urkunde von Erzbischof Gebhard aus 1071 wird Otto und sein Sohn Dietrich (Dietricus filius suus) genannt.
Rudel der Enenchel erhielt 1339 von Heinrich von Schaunberg den Sitz zu Bergheim bei Ottensheim als Lehen. Sein Sohn Werner war 1350 Pfleger auf der Burg Schaunberg und besaß auch das Schloss Haitzing im Hausruckviertel.
Die Enenkel sind auch als Bürger in Mauthausen anzutreffen, wie eine Verkaufsurkunde an den Hanns der Enykchl von 1388, ausgestellt durch Eberhard II. von Kapellen, bezeugt. 1414 urkundet ein Cristan Enenkel in Mauthausen. Ein solches Bürgergeschlecht lässt sich auch in Enns nachweisen.

### Enenkel–Sparsgut
In Enns ist 1357 ein Ullein (Ulrich) Enenkel als Hausbesitzer im „nydern Reintal“ angeführt. Seine Tochter Elsbeth war mit Hanns der Sparsgut verheiratet. Ihr Bruder Heinrich erbte das Haus im Reintal und zusammen mit seinen Schwestern weitere Güter. Heinrich wieder hatte einen Sohn Ulrich, wie aus einer Urkunde von 1435 des Klosters Michelbeuern hervorgeht. Ulrich hatte seinerseits drei Söhne (Wolfgang, Lienhart und Stephan), welche 1482 Ansprüche auf das Erbe der Sparsgut erhoben. 1483 kam es auch zu einer Teilung des Erbes des Bernhard Sparsgut, der keine leiblichen Erben hinterlassen hatte, mit anderen Miterben. Auch unter den Söhnen des Ulrich wurde eine Besitzaufteilung vorgenommen. Lienhart Enenkel hatte zwei Söhne (Thoman und Jakob), während Wolfgang und Stephan keine männlichen Nachkommen hatten. Der Besitz im Lonstorf ging an Thoman Enenkel, der auch Stadtrichter in Enns (mit Unterbrechungen zwischen 1529 und 1542) wurde. Nach dessen Tod und dem Ableben seiner Schwestern Sabina und Katharine trat Jacob Eneckhl (1567) das Erbe an.

### Jörg Enenkel
Auch im Lande unter der Enns konnten die Enenkel Besitzungen an sich bringen. Jörg Enenkel von Ybbs († 1415) übernahm 1379 zunächst den Besitz zu Haizing. Durch die Heirat mit Anna, einer Tochter Hermann von Ezzlorn (Esslarn), kam er zu einem beträchtlichen Vermögen. Die Heirat mit seiner zweiten Gattin Barbara, Tochter des Vinzenz von Fläming, brachte ihm Schloss Albrechtsberg an der Pielach zu. Jörg Enenkel nannte sich bis 1401 von Ybbs, ab 1406 siegelt er als Jorg der Enigchell von Albrechtsperg. 1390 wurde er Mautner und Stadtrichter in Linz und behielt diese Ämter rund 20 Jahre lang. Auf diese Weise kam er zu äußerst ertragreichen Regalien und wurde zu einer der einflussreichsten Persönlichkeiten von Linz. 1397 kaufte er von Otto von Ehrenfels und seiner Mutter Kunigunde von Lonstorf die Burg Lonstorf, wobei dieser Herrschaftsbesitz 1405 an die Sambner überging. Er ist auf zahlreichen Urkunden im Linzer Bereich, aber auch auf solchen von Reinprecht II. von Walsee, Hauptmann ob der Enns (meist Urfehdebriefe oder Versprechungen, nach einer Freilassung gegen niemand Feindschaft zu hegen). Diese von ihm wahrgenommenen Ämter brachten ihm so ein hohes Einkommen, dass er auch die Möglichkeit hatte, seinem Landesfürsten Geld zu leihen. Dafür hat ihn Herzog Albrecht wiederum zum Pfleger von Ischlland und Amtmann von Gmunden erhoben. Auch erhielt er 1414 die Erlaubnis, alle Erze im Lande zu erschließen, abzubauen und zu nutzen, eine besondere Gunsterweisung durch den Landesherrn. Auch in Wien war er ansässig und hatte dort ein Haus in der Nähe von St. Stephan. Gegen Ende seines Lebens stiftete er hohe Beträge für sein Seelenheil und das seiner Hausfrau an die Kirche. Er ist in der Kapelle von Mauer bei Melk begraben, die er selbst gegründet hat.
Jörgs jüngster Sohn Kaspar († 1487) wurde 1438 Rath und Landrechtsbeisitzer in Niederösterreich und 1452 zu Rom auf der Tiberbrücke zum Ritter geschlagen. Aus dessen Ehe mit Ursula Hager stammen sieben Söhne. Jörgs Urenkel Achatz II. (1513–1574) hatte drei Söhne, die 1594 in den Freiherrenstand erhoben wurden.

## Stammliste
Stammliste der Enenkel–Sparsgut
1. N.N.[3]
  1. Ulrich Enenkel (urk. 1357–1426), ⚭ Anna N. (urk. 1393–1426)
    1. Barbara (urk. 1400–1430)
    2. Elsbeth Enenkel (urk. 1409–1426), ⚭ Hanns Sparsgut (urk. 14104–1439)
      1. Margarete (urk. 1420) ⚭ 1. Peter Lueger ⚭ 2. Hieronimus Losel
      2. Hanns Sparsgut (urk. 1439–1465), ⚭ Dorothea Maidwieser (urk. 1427–1484)
        1. Bernhardin Sparsgut (urk. 1480–1481), kinderlos

    3. Heinrich Enenkel (urk. 1393–1435), ⚭ Anna N. (urk. vor 1435)
      1. Ulrich Enenkel (urk. 1435–1447), ⚭ Barbara Laher (urk. 1436).
        1. Hans (urk. 1470)
        2. Paul (urk. 1470)
        3. Wolfgang Enenkel (urk. 1482–1494), ⚭ Margaret Öfferl (urk. 1492)
        4. Lienhart Enenkel zu Windegg (urk. 1482–1494), ⚭ Margaretha Wager aus Bayern[4]
          1. Thoman Enenkel (urk. 1519–1543) ⚭ Anna Spann zu Limbach (urk. 1528)
            1. Anna ⚭ Wolf Grünthaler zu Schloss Kremsegg (urk. 1547)
            2. Katharina ⚭ Georg Moser (urk. 1547)
            3. Lucrecia (urk. 1547)
            4. Sabina (verstorben vor 1567)[5]
            5. Katharina (verstorben vor 1567)[5]⚭ Georg Moser (Hansgraf in Mähren)
            6. Jacob (urk. 1567)[5]
            7. Helena ⚭ Hilari Winter (urk. 1547)
              1. Anna (urk. 1547)
              2. Magdalena (urk. 1547) ⚭ Joachim Stängl zu Waldenfels (urk. 1562)

          2. Jacob Enenkel (urk. bis vor 1519)

        5. Stephan Enenkel (urk. 1482–1519), ⚭ N.N.
          1. Barbara Enenkel (urk. 1519–1537), ⚭ Heinrich Wankheimer (urk. 1494–1537)

Nachkommen des Jörg Enenkel
1. Jörg (Georg) Enenkel von Ybbs († 1415)
  1. Marcus (Marx) († 1447 in Passau), Dr. theol., Domherr zu Passau, Pfarrer zu Probstdorf und Eberschwang
  2. Kaspar († 1487) ⚭ Ursula Hager
    1. Dietrich († 1477 in Korneuburg), Feldhauptmann Friedrichs III., starb 1477 am Kopfe verwundet, als er Korneuburg gegen Matthias Corvinus verteidigte.
    2. Achatz I., Herr auf Groß (KG von Hollabrunn), war Friedrich's III. Hauptmann und Pfleger des Schlosses Hainburg[6], Herr auf Schloß, Gut und Dorf Weickersdorf VUWW. 1508 besuchte Achatz den Landtag zu Krems. Aus seiner Ehe mit Elisabeth von Lappiz stammen die Söhne Sigismund, Marcus und Eustach.
    3. Marcus Ennenkl auf Groß († 1548) war 1535 und 1537 bei dem großen Konvent der fünf österreichischen Herzogtümer des niederösterreichischen Ritterstandesausschusses, 1538 Raitherr und 1539 bis zu seinem Tod niederösterreichischer Regimentsrat.
    4. Eustach Ennenkl auf Groß, war 1547 der Landschaft Ritterstand-Verordneter und danach Oberststallmeister des Kurfürsten Moritz von Sachsen.
    5. Christoph Ennenkl († 1540) Herr zu Albrechtsberg, Oberpielach und Pielachhaag (beide in Hafnerbach), war Vater von 21 Kindern, davon zehn Söhne, errichtete sein Testament am 2. Juli 1538. 1500 heiratete er Ursula Leysser (* 1480) und nur Achatz setzte den Mannesstamm fort.